# Sobór Wasyla Błogosławionego
Sobór Wasyla Błogosławionego (ros. Собор Василия Блаженного) lub Sobór Opieki Matki Bożej na Fosie (Собор Покрова Богородицы, что на Рву) – prawosławny sobór w Moskwie, znajdujący się na placu Czerwonym, w pobliżu Kremla.

## Historia
Zbudowany w latach 1555–1561 przez cara Iwana Groźnego miał upamiętniać zwycięstwo w wojnie z kazańskimi Tatarami i zdobycie ich stolicy – miasta Kazań. Za jego autora uważa się pskowskiego mistrza Postnika Jakowlewa, zwanego Barmą. Według niektórych historyków w budowie brali udział włoscy mistrzowie, tworząc szczególne połączenie tradycyjnej słowiańskiej architektury i europejskiego stylu epoki Odrodzenia. Legenda głosi, że po ukończeniu budowli Iwan Groźny rozkazał oślepić architektów, by nigdy więcej nie stworzyli takiego cudu. Jednakże nie wydaje się to prawdą, ponieważ, jak wiadomo z późniejszych doniesień, Postnik brał udział również w budowaniu Kremla Kazańskiego. 
Sobór poświęcono Opiece Matki Bożej, co wiązało się ze świętem, które przypadło w dniu rozpoczęcia się oblężenia Kazania. Powszechnie jednak używa się wezwania Wasyla Błogosławionego – nawiedzonego mnicha, którego doczesne szczątki złożono w świątyni.
Na sobór składa się osiem oddzielnych cerkwi, symbolizujących osiem dni walk pod Kazaniem: Troicka, Nikołaja Welikoreckogo (welikorecka ikona św. Mikołaja), Wejścia do Jeruzalem, Cypriana i Justyna, Trzech Świętych Hierarchów, Aleksandra Świrskiego, Warłaama Chutyńskiego oraz Grzegorza Ormiańskiego. Wszystkie osiem cerkwi (cztery główne i cztery mniejsze) zwieńczone są charakterystycznymi „cebulowymi” kopułami i zgrupowane dookoła dziewiątej pokrowskiej cerkwi, zakończonej niewielką kopułą. Wszystkie cerkwie połączone są wspólną podstawą, obwodowym korytarzem i środkowymi arkadowymi przejściami.
Sobór był wielokrotnie restaurowany i przebudowywany. W XVII w. dodano kopuły nad wejściami i kolorowe dekoracje kopuł głównych (wcześniej wszystkie były pozłacane), wewnętrzne i zewnętrzne ornamenty i malunki. W 1929 sobór został zamknięty, a jego dzwony zdjęte. Od 1990 Sobór jest filią Muzeum Historycznego, w której zbiorach znajduje się m.in. 19 historycznych dzwonów. W jego posiadaniu znajduje się również niezwykła kolekcja broni z czasów Iwana Groźnego.
Od 1991 r. sobór – oprócz pełnienia funkcji muzealnych – jest ponownie użytkowany liturgicznie; od 1997 r. nabożeństwa są celebrowane w każdą niedzielę oraz w święta patronalne.
W pobliżu świątyni znajduje się odsłonięty w 1818 pomnik Minina i Pożarskiego.

## Galeria

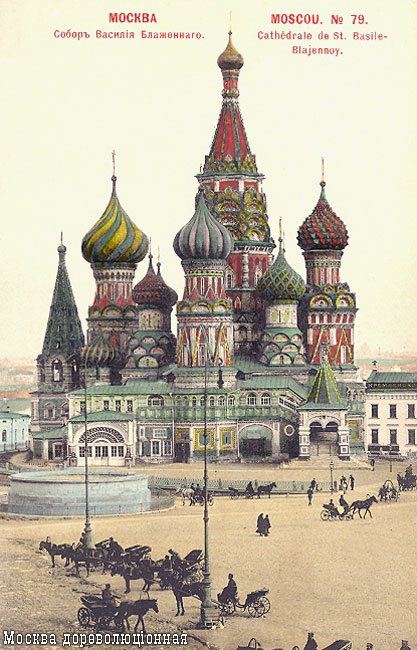
Pocztówka z początków XX w.
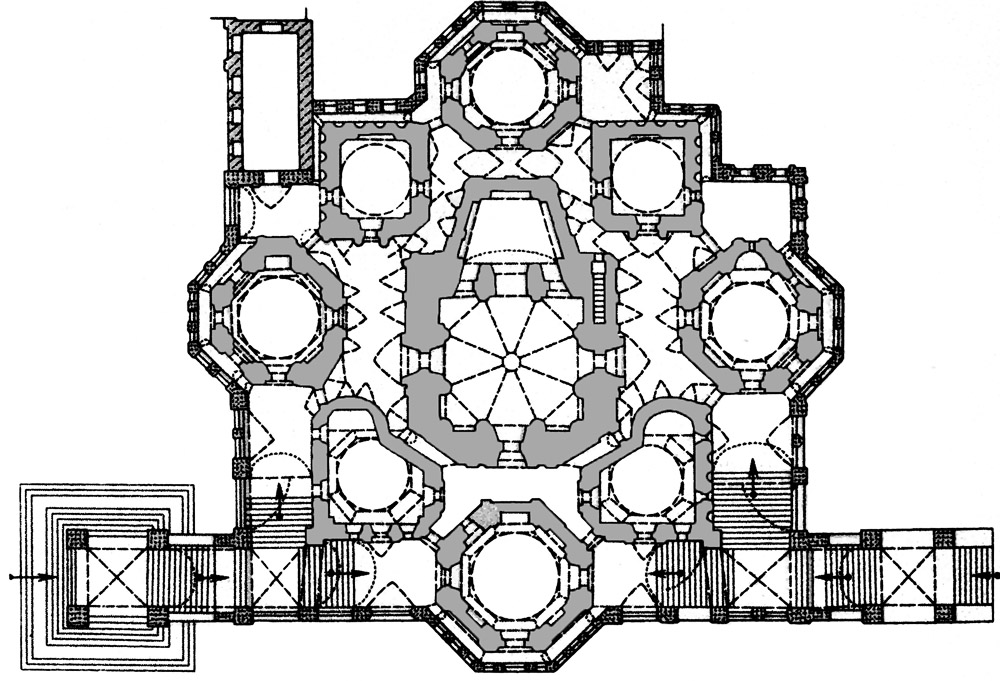
Plan świątyni
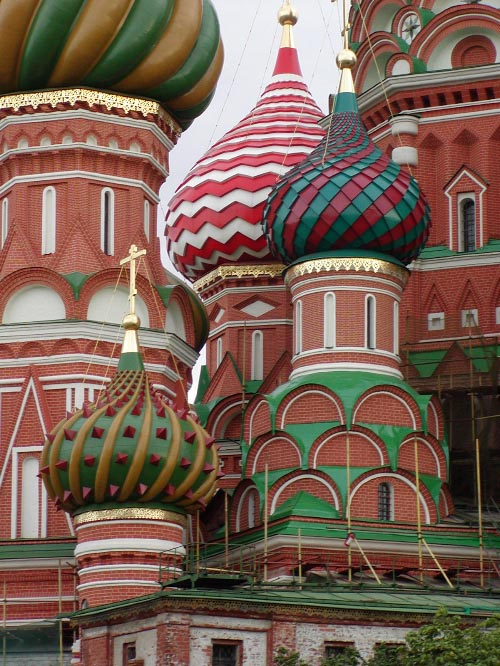
Kopuły soboru
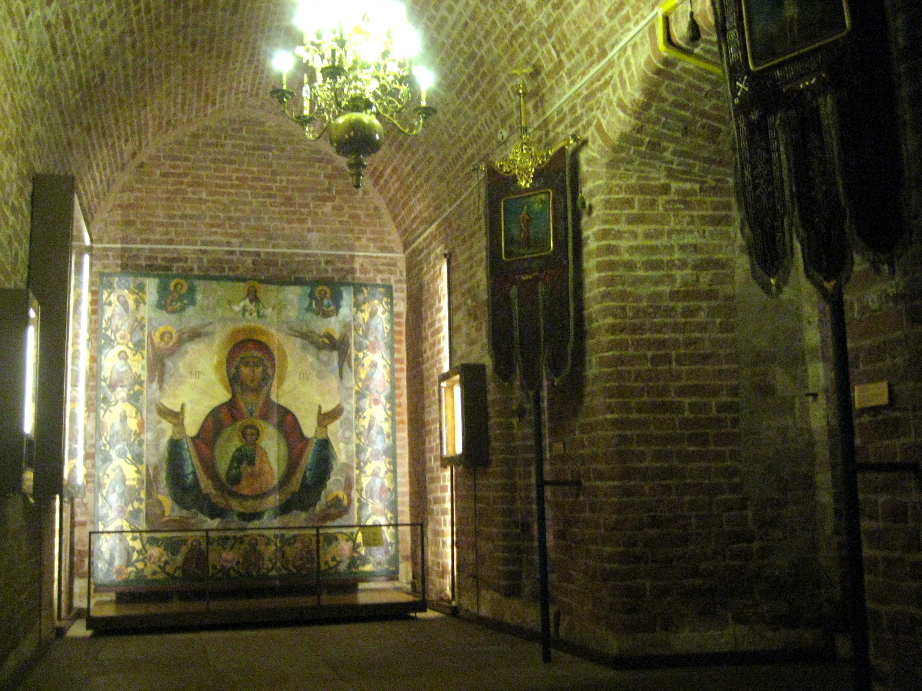
Ikona Znamieńska w komnatach soboru
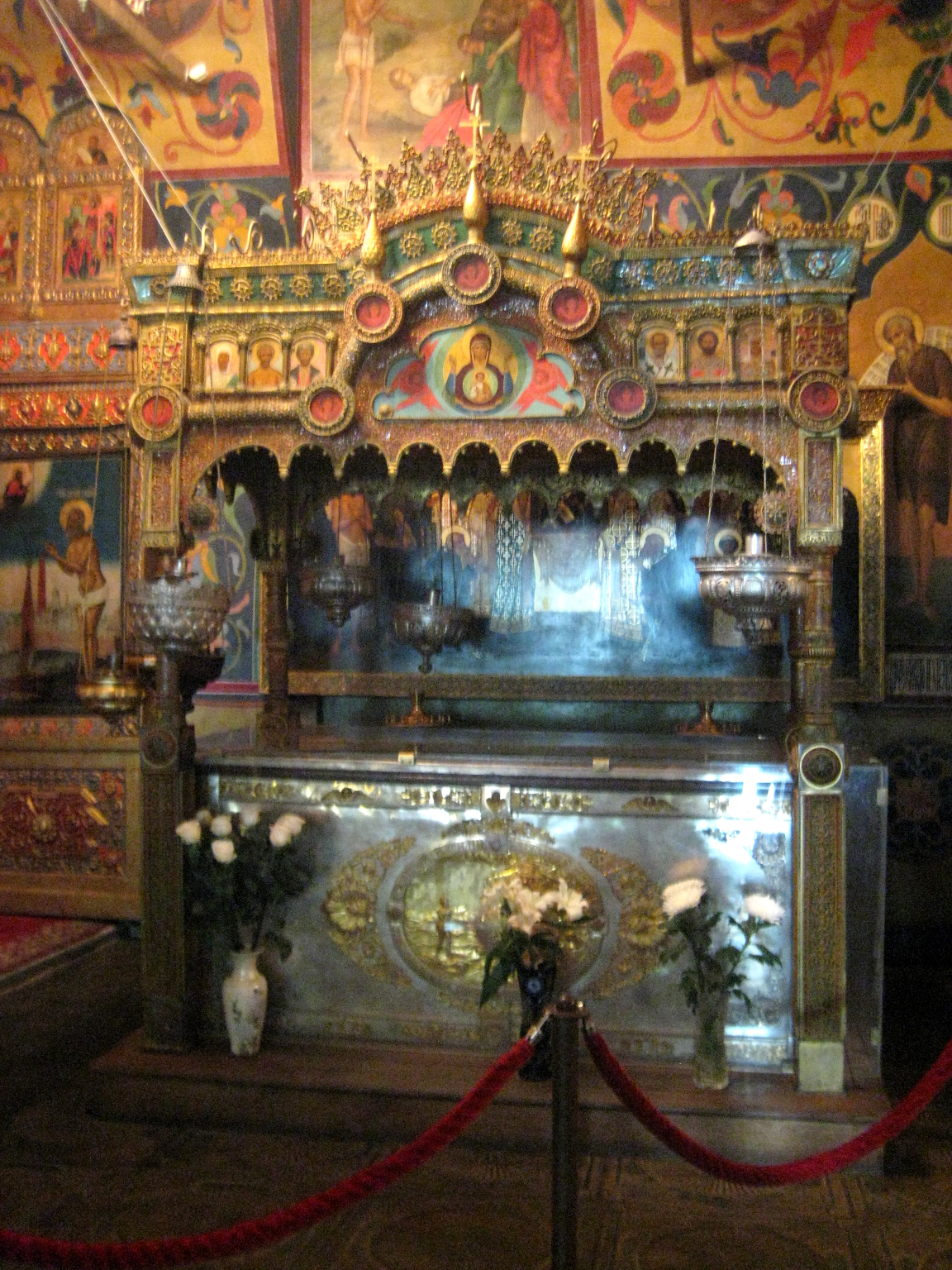
Relikwie Wasyla
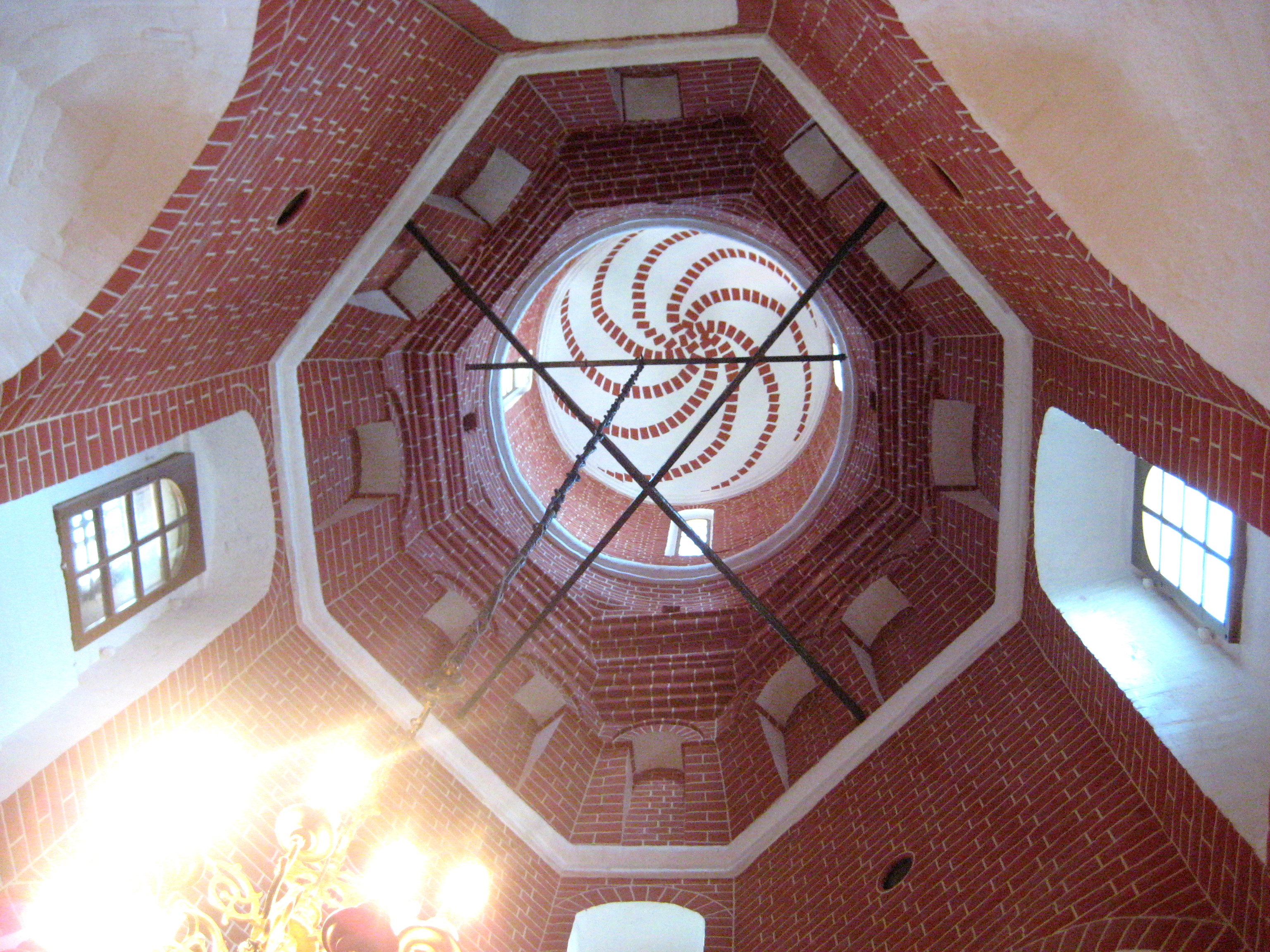
Kopuła wewnętrzna cerkwi św. Aleksandra Świrskiego
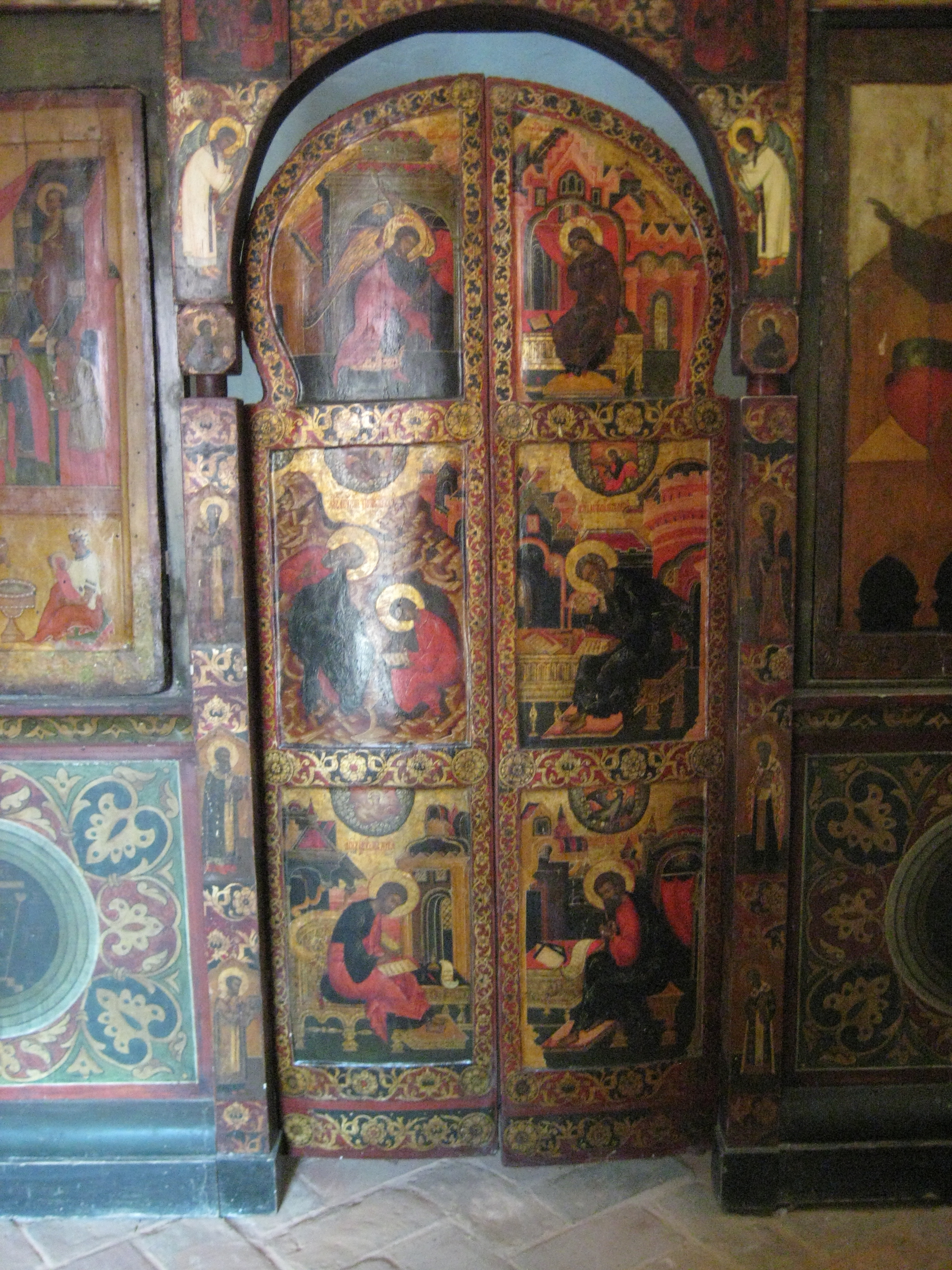
Carskie wrota cerkwi św. Warłaama Chutyńskiego
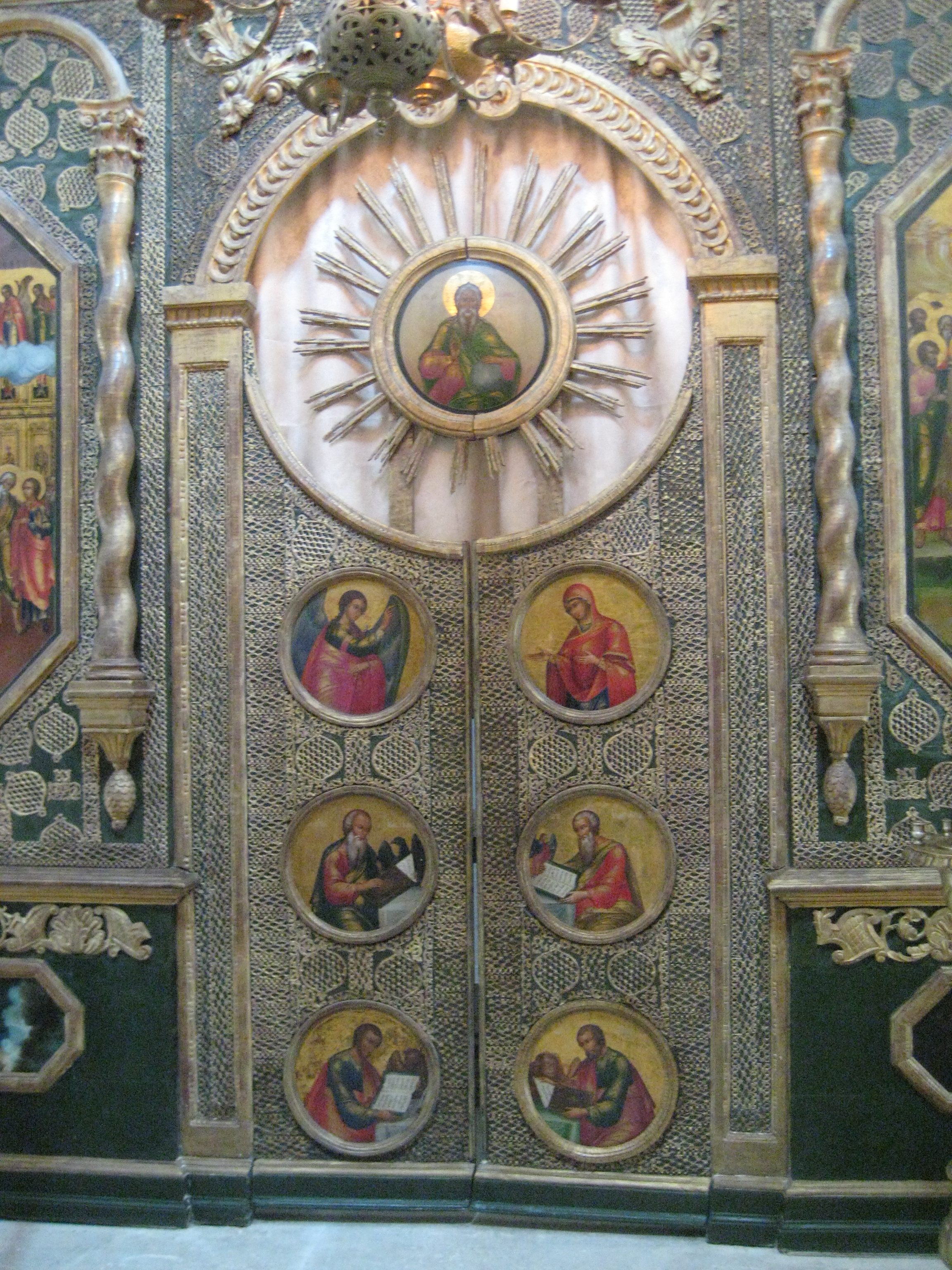
Carskie wrota cerkwi Wjazdu Jezusa Chrystusa do Jerozolimy
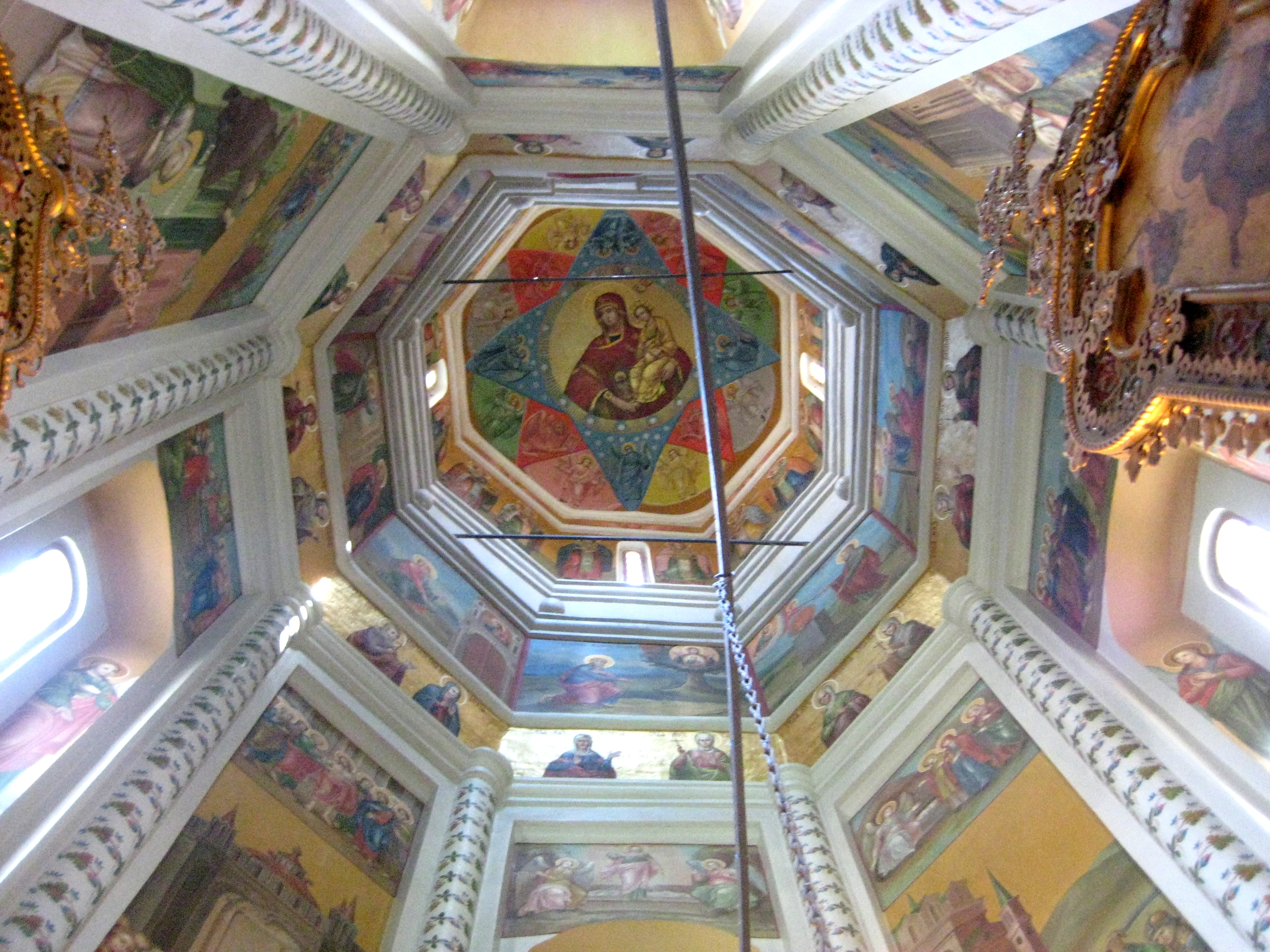
Kopuła wewnętrzna cerkwi św. Cypriana
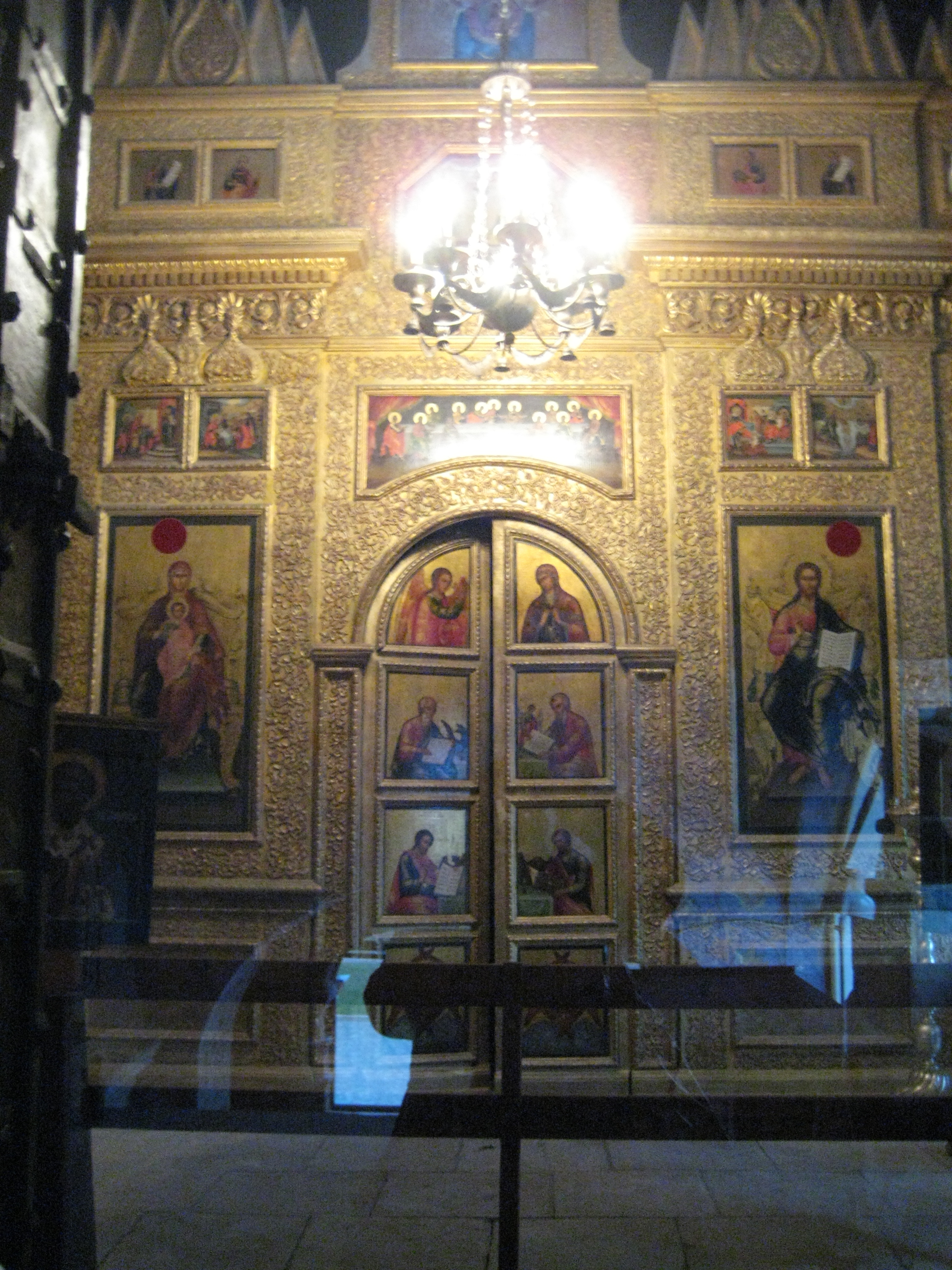
Ikonostas w cerkwi św. Mikołaja Cudotwórcy
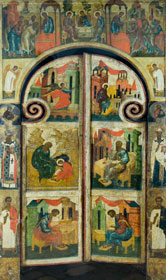
Carskie wrota cerkwi Świętej Trójcy
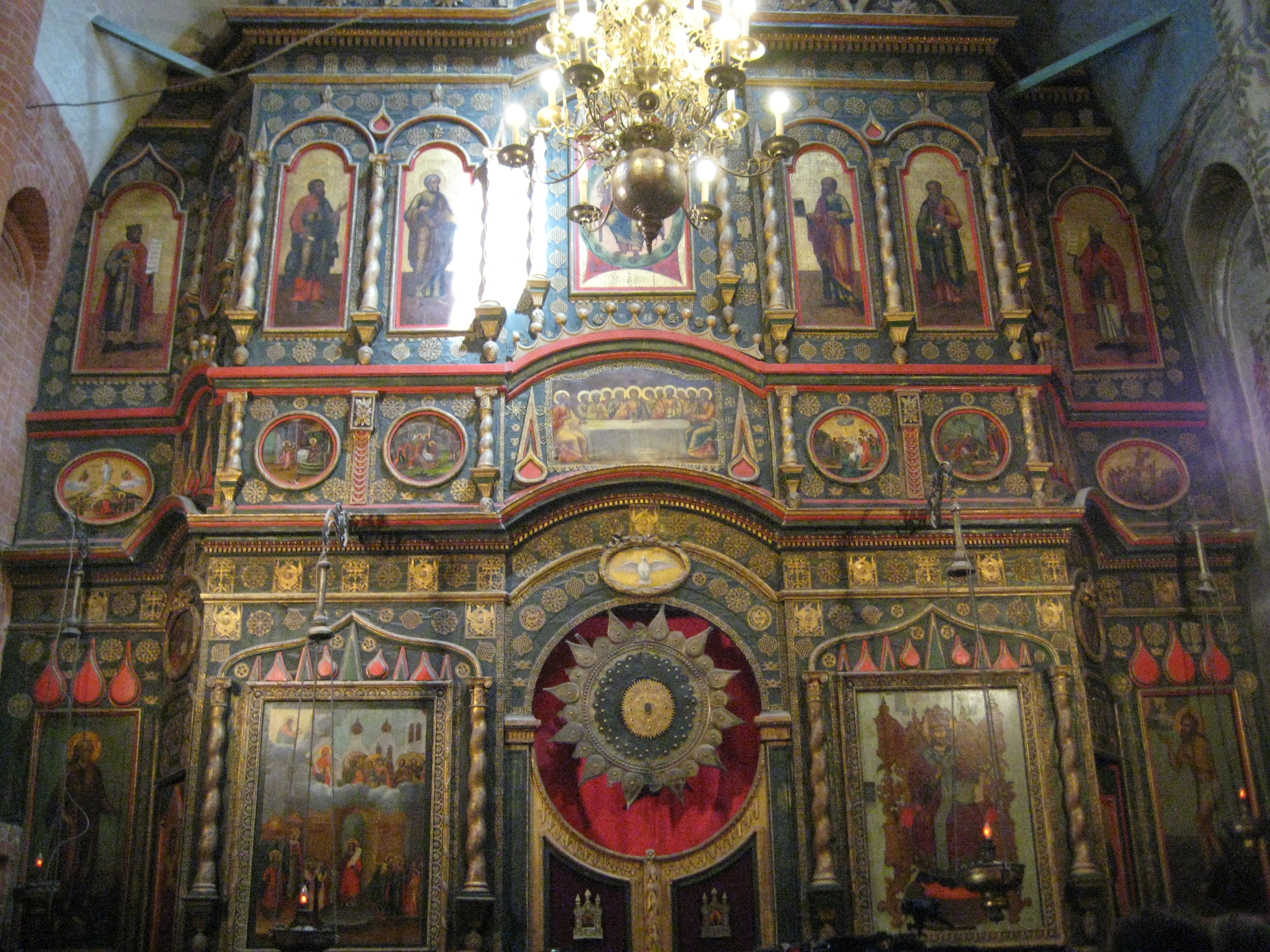
Ikonostas w cerkwi Opieki Matki Bożej
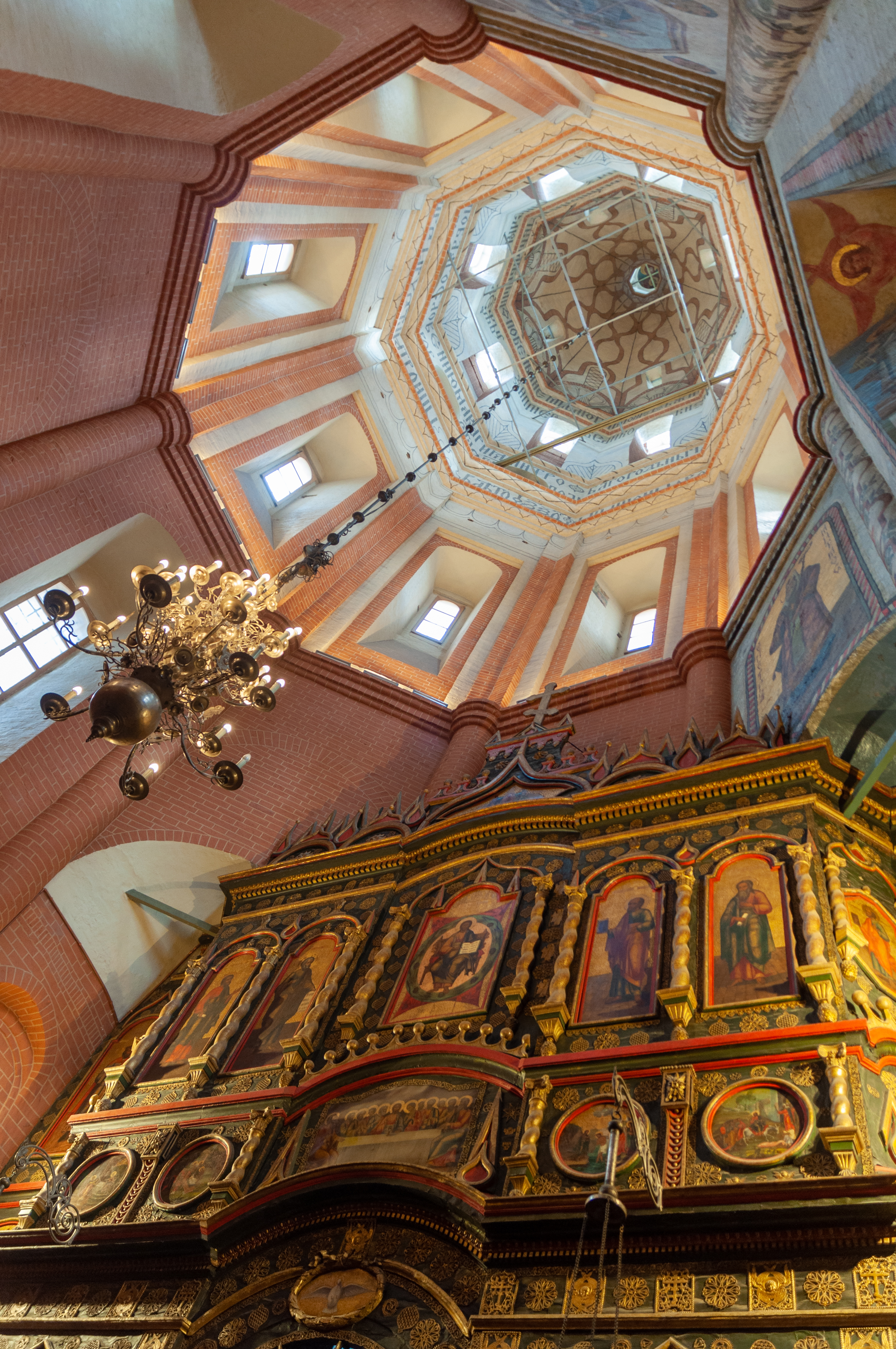
Kopuła wewnętrzna cerkwi Opieki Matki Bożej
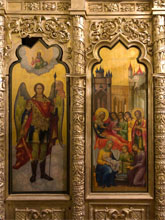
Fragment ikonostasu w cerkwi Trzech Świętych Hierarchów